# Greatest Hits (Tupac Shakur album)
Greatest Hits är ett postumt släppt dubbelt-samlingsalbum av 2Pac, släppt av Amaru Entertainment, Death Row Records, Interscope Records och Jive Records den 24 november 1998. 
Albumet följer en icke-kronologisk ordningsföljd och innehåller några av 2Pacs största hits. 21 av hans mest populära låtar samt fyra osläppta låtar, "God Bless the Dead", "Unconditional Love", "Troublesome '96", and "Changes", utgör albumet. Vissa låtar har alternativa mixningar, bland annat originalversionen av "California Love", som gör sitt första riktiga album framträdande, efter att den ursprungligen endast var tillgänglig som singel.
Låten "Changes" tjänade 2Pac den första, och hittills enda, postumt utdelade Grammy Awarden för "Best Rap Solo Performance". Albumet är en av två album av 2Pac, och ett av nio hiphopalbum, som blivit certifierat diamant i USA.
Albumet är även det bäst sålda greatest hits-albumet av en rap- och hiphopartist genom tiderna.

## Kommersiell framgång
Greatest Hits debuterade på plats 5 på Billboard 200-listan, och sålde 268,000 kopior första veckan, och toppade på plats 3 i januari 1999. Albumet spenderade 191 veckor på Billboard 200-listan. Den 16 oktober 2000 blev albumet certifierat platina 9 gånger om. 11 år senare, i juni 2011 blev albumet certifierat diamant för över 10 miljoner sålda kopior av RIAA.
Albumet var certifierat platina av British Phonographic Industry den 16 augusti 2002, vilket gjorde det till 2Pacs mest sålda album i Storbritannien.

## Låtlista
| 1.  | "Keep Ya Head Up"                                                                                     | Strictly 4 My N.I.G.G.A.Z.        | 4:22 |
| 2.  | "2 of Amerikaz Most Wanted" (feat. Snoop Doggy Dogg)                                                  | All Eyez on Me                    | 4:07 |
| 3.  | "Temptations"                                                                                         | Me Against the World              | 5:00 |
| 4.  | "God Bless the Dead" (feat. Stretch)                                                                  | Ej tidigare släppt                | 4:22 |
| 5.  | "Hail Mary" (feat. Outlawz och Prince Ital Joe)                                                       | The Don Killuminati: 7 Day Theory | 5:12 |
| 6.  | "Me Against the World" (feat. Dramacydal och Puff Johnson)                                            | Me Against the World              | 4:39 |
| 7.  | "How Do U Want It" (feat. K-Ci & JoJo, vissa ord är censurerade från den ursprungliga albumversionen) | All Eyez on Me                    | 4:48 |
| 8.  | "So Many Tears"                                                                                       | Me Against the World              | 3:58 |
| 9.  | "Unconditional Love"                                                                                  | Ej tidigare släppt                | 3:59 |
| 10. | "Trapped" (Vissa ord är censurerade från den ursprungliga albumversionen)                             | 2Pacalypse Now                    | 4:44 |
| 11. | "Life Goes On"                                                                                        | All Eyez on Me                    | 5:01 |
| 12. | "Hit 'Em Up" (feat. Outlawz)                                                                          | How Do U Want It-singel           | 5:12 |

| 1.           | "Troublesome '96"                                                                                     | Ej tidigare släppt                    | 4:36    |
| 2.           | "Brenda's Got a Baby" (feat. Dave Hollister och Roniece)                                              | 2Pacalypse Now                        | 3:53    |
| 3.           | "I Ain't Mad at Cha" (feat. Danny Boy)                                                                | All Eyez on Me                        | 4:53    |
| 4.           | "I Get Around" (feat. Digital Underground)                                                            | Strictly 4 My N.I.G.G.A.Z.            | 4:19    |
| 5.           | "Changes" (feat. Talent)                                                                              | Ej tidigare släppt                    | 4:29    |
| 6.           | "California Love" (listad som "California Love (Original Version)". Feat. Dr. Dre och Roger Troutman) | All Eyez on Me (UK version)           | 4:45    |
| 7.           | "Picture Me Rollin" (feat. Danny Boy, CPO, Big Syke)                                                  | All Eyez on Me                        | 5:14    |
| 8.           | "How Long Will They Mourn Me?" (med Thug Life; feat. Nate Dogg)                                       | Thug Life: Volume 1                   | 3:52    |
| 9.           | "Toss It Up" (feat. K-Ci & JoJo, Danny Boy, Aaron Hall, remix med ändrad text)                        | The Don Killuminati: 7 Day Theory     | 4:42    |
| 10.          | "Dear Mama"                                                                                           | Me Against the World                  | 4:40    |
| 11.          | "All Bout U" (feat. Nate Dogg, Snoop Doggy Dogg, Hussein Fatal, Yaki Kadafi, Dru Down, postum remix)  | All Eyez on Me                        | 4:36    |
| 12.          | "To Live & Die in L.A." (feat. Val Young)                                                             | The Don Killuminati: The 7 Day Theory | 4:32    |
| 13.          | "Heartz of Men"                                                                                       | All Eyez on Me                        | 4:43    |
| Total längd: | Total längd:                                                                                          | Total längd:                          | 1:54:43 |

## Topplistor och intyg
| Topplistor (1998)                       | Topposition |
| --------------------------------------- | ----------- |
| Nederländerna (Mega Album Top 100)      | 50          |
| Nya Zeeland (RIANZ)                     | 26          |
| UK-albums (The Official Charts Company) | 72          |

| Topplistor (1999)                       | Topposition |
| --------------------------------------- | ----------- |
| Australien (ARIA)                       | 11          |
| Österrike (Ö3 Austria Top 40)           | 15          |
| Belgien (Ultratop 50 Flanders)          | 3           |
| Belgien (Ultratop 50 Wallonia)          | 32          |
| Kanada (RPM)                            | 18          |
| Tyskland (Media Control Charts)         | 9           |
| Finland (IFPI)                          | 10          |
| Nederländerna (Mega Album Top 100)      | 1           |
| Nya Zeeland (RIANZ                      | 19          |
| Norge (VG-lista)                        | 10          |
| Sverige (Sverigetopplistan)             | 40          |
| Schweiz (Schweizer Hitparade)           | 13          |
| UK Albums (The Official Charts Company) | 17          |
| USA Billboard 200                       | 5           |
| USA Top R&B/Hip-Hop Albums (Billboard)  | 1           |

| Topplistor (2000)                      | Topposition |
| -------------------------------------- | ----------- |
| UK-album (The Official Charts Company) | 96          |

| Topplistor (2001)                      | Topposition |
| -------------------------------------- | ----------- |
| Italien (FIMI)                         | 59          |
| Nya Zeeland (RIANZ                     | 37          |
| UK-album (The Official Charts Company) | 25          |

| Topplistor (2002)                      | Topposition |
| -------------------------------------- | ----------- |
| UK-album (The Official Charts Company) | 122         |

| Topplistor (2003)                      | Peak position |
| -------------------------------------- | ------------- |
| Belgien (Ultratop 50 Flanders)         | 24            |
| Belgien (Ultratop 50 Wallonia)         | 30            |
| UK-album (The Official Charts Company) | 141           |

| Topplistor (2004)                      | Topposition |
| -------------------------------------- | ----------- |
| UK-album (The Official Charts Company) | 165         |

| Topplistor (1999)                     | Topposition |
| ------------------------------------- | ----------- |
| US Billboard 200                      | 16          |
| US Top R&B/Hip-Hop Albums (Billboard) | 8           |

## Albumsinglar
| Information om singeln              |
| ----------------------------------- |
| "Unconditional Love" - Släppt: 1998 |
| "Changes" - Släppt: 1998            |